# Fannia pallitibia
Fannia pallitibia is een vliegensoort uit de familie van de Fanniidae. De wetenschappelijke naam van de soort is voor het eerst geldig gepubliceerd in 1866 door Rondani.